# Pasek y Paul
Benj Pasek y Justin Paul, conocidos juntos como Pasek y Paul, son un dúo estadounidense de compositores de canciones para teatro musical, películas y televisión. Entre sus obras se encuentran A Christmas Story, Dogfight, Edges, Dear Evan Hansen y James and the Giant Peach. Sus canciones originales han aparecido en el programa Smash de la NBC y en las películas La La Land, por la que ganaron el Globo de Oro y el Oscar a la mejor canción original por el tema "City of Stars", y The Greatest Showman.
Su trabajo en el musical original Dear Evan Hansen ha recibido elogios generalizados de la crítica y les valió el premio Tony 2017 a la mejor partitura original. En 2022, ganaron el premio Tony al mejor musical por ser productores de la producción de Broadway del musical de Michael R. Jackson ganador del premio Pulitzer por A Strange Loop.
Aunque Pasek suele escribir las letras y Paul la música, comparten el crédito de ambos elementos. Ambos son graduados de la Universidad de Míchigan. y ganadores de la Beca Jonathan Larson 2007 del American Theatre Wing,  que reconoce los logros de compositores, letristas y libretistas.

## Historia

### Comienzos en la Universidad de Míchigan
Pasek y Paul comenzaron a trabajar juntos como estudiantes de primer año en la Universidad de Míchigan. Ambos obtuvieron papeles de "fondo" en la producción de teatro musical de la escuela, lo que los inspiró a escribir Edges, un ciclo de canciones sobre las pruebas y tribulaciones de pasar a la edad adulta y la búsqueda de significado. Edges se estrenó en Ann Arbor, Míchigan, el 3 de abril de 2005. 
El 14 de mayo de 2006, el dúo hizo su estreno en la ciudad de Nueva York: un concierto benéfico de canciones originales titulado Become: The Music of Pasek & Paul. Presentado por Jamie McGonnigal, actuaron Gavin Creel, Cheyenne Jackson, Celia Keenan-Bolger, Jesse Tyler Ferguson y Steven Pasquale. También colaboraron en el musical off-Broadway de 2006 White Noise: A Cautionary Musical, que ganó la Mención del Festival de Teatro de Verano de 2006 de Talkin' Broadway a la mejor partitura original. 
En diciembre de 2006, completaron sus títulos de BFA en teatro musical.

### Teatro musical

#### Primeros proyectos
Edges demostró ser popular en las redes sociales  y en varios años tuvo más de 200 producciones en todo el mundo, en países como Australia, Sudáfrica, Dinamarca, Francia, Corea del Sur, Reino Unido, Canadá, Filipinas, y Estados Unidos.
Pasek y Paul escribieron la partitura de la adaptación musical de James y el melocotón gigante de Roald Dahl, que se estrenó en 2010 a través de Goodspeed Musicals .  Otros trabajos tempranos incluyen If You Give A Pig A Pancake (2010) y Duck For President para Theatreworks USA,  y Dr. Williams, escrito para el beneficio de 24 Hour Musicals de Orchard Project. El programa fue protagonizado por Jesse Tyler Ferguson y Cheyenne Jackson. Pasek y Paul aparecieron en el documental One Night Stand de 2011 sobre el proceso. Escribieron la letra y la música del musical Dogfight de 2012, también contribuyeron a A Christmas Story, The Musical, que fue nominado a un premio Tony en 2013 a la Mejor partitura original.

#### Querido Evan Hansen (Dear Evan Hansen)(2015)
Pasek y Paul escribieron la música y la letra de su musical Dear Evan Hansen. El musical, inspirado en la muerte de un compañero mientras Pasek estaba en el instituto, cuenta con libro de Steven Levenson. Dirigido por Michael Greif y protagonizado por Ben Platt, se estrenó en el Arena Stage de Washington D. C. el 30 de julio de 2015 Hizo su debut Off-Broadway en marzo de 2016 en el Second Stage Theatre, and on Broadway on November 14, 2016, opening three weeks later at the Music Box Theatre . At the 71st Tony Awards, it was nominated for nine awards, including Best Musical, Best Score, Best Libretto for a Musical and Best Actor in a Musical for Platt. He won six awards, including Best Musical and Best Original Score for the duo. At the 2018 Grammy Awards, Dear Evan Hansen won Best Musical Theatre Album.  The musical received the Edgerton Foundation's New Play Award and a 2016 Obie Award for Musical Theatre.
El musical debutó en el West End en el Noël Coward Theatre de Londres el 19 de noviembre de 2019, tras los preestrenos en octubre del mismo año. El espectáculo fue nominado a siete premios Laurence Olivier en la ceremonia de 2020 y ganó tres: Mejor Nuevo Musical, Mejor Actor en un Musical para la estrella Sam Tutty y Mejor Partitura Original o Nuevas Orquestaciones para Pasek y Paul

### Televisión
El dúo ha escrito música original para varios programas de televisión. En 2007, Pasek y Paul componían la música del programa de Disney Channel Johnny and the Sprites, con canciones utilizadas en seis episodios y para una historia en el estreno de la temporada.
Su material original apareció en la temporada 2 de Smash de NBC en 2013, y ha llegado al Top 25 en iTunes Pop Charts.
Pasek y Paul también escribieron la canción original "Runnin' Home to You" interpretada por Grant Gustin para el episodio de The Flash "Duet", un crossover musical entre The Flash y Supergirl. Melissa Benoist la cantó en el episodio  " Crisis on Earth-X " de Supergirl.

### Película
Pasek y Paul escribieron la canción de 2016 "Get Back Up Again" para la película Trolls, así como cinco canciones originales para la función animada directa a video de 2016 Tom and Jerry: Back to Oz.
Escribieron la letra de la película de comedia romántica y drama La La Land, cuya música fue escrita por Justin Hurwitz. La película, en su estreno mundial, fue la película inaugural del 73.er Festival Internacional de Cine de Venecia el 31 de agosto de 2016. El tema de la película "City of Stars", con su letra y composición de Justin Hurwitz, ganó el premio Globo de Oro 2017 a la mejor canción original. "City of Stars" y "Audition" recibieron nominaciones a la Mejor Canción Original en la 89.ª edición de los Premios de la Academia. "City of Stars" y " Audition " recibieron nominaciones a Mejor Canción Original en los 89 Premios de la Academia, y ganaron el Premio de la Academia a la Mejor Canción Original por "City of Stars".
Pasek y Paul escribieron las canciones para la película de drama musical de 2017 The Greatest Showman. Sobre  Circo Barnum & Bailey, la película se estrenó el 8 de diciembre de 2017. La canción del dúo " This Is Me " ganó un Globo de Oro a la Mejor Canción Original y fue nominada a la Mejor Canción Original en los 90 Premios de la Academia.
En colaboración con Alan Menken, Pasek y Paul escribieron las letras de dos nuevas canciones para la adaptación cinematográfica de acción real de Aladdin de Disney de 2019. La película también incluye composiciones de canciones originales de 1992 escritas por Menken, Howard Ashman y Tim Rice. Pasek y Paul también escribirán canciones para la próxima película de acción real de Disney, Blancanieves.
Pasek y Paul también adaptaron Dear Evan Hansen como largometraje para Universal Pictures y el director Stephen Chbosky. Escribieron dos nuevas canciones para la película, incluyendo "The Anonymous Ones", que fue escrita en colaboración con Amandla Stenberg para el personaje de Alana Beck, a quien Stenberg interpreta en la película. También escribieron "A Little Closer" para el personaje de Connor Murphy, interpretado por Colton Ryan, que retoma el papel en el que fue suplente en la producción de Broadway. Paul también compuso la banda sonora de la película con Dan Romer. Se estrenó en el Festival Internacional de Cine de Toronto de 2021, el 9 de septiembre de 2021, y luego se estrenó en los cines el 24 de septiembre de 2021.
En el futuro escribirá canciones originales para la adaptación de acción real/animada de Sony Pictures Animation del libro infantil Lyle, Lyle, Crocodile, de Bernard Waber. Se estrenará el 18 de noviembre de 2022.

## Musicales
| Año           | Título                         | Notas                                                  |
| ------------- | ------------------------------ | ------------------------------------------------------ |
| 2005          | Edges                          | - Escrito en la University of Michigan                 |
| 2010          | James and the Giant Peach      | Libreto de Timothy Allen McDonald                      |
| 2012          | Dogfight                       | Libreto de Peter Duchan                                |
| 2012          | A Christmas Story: The Musical | Libreto de Joseph Robinette                            |
| 2016          | Dear Evan Hansen               | Libreto de Steven Levenson                             |
| Por confirmar | La La Land                     | Libreto de Ayad Akhtar y Matthew Decker; En desarrollo |

## Filmografía
| Año           | Título                    | notas |
| ------------- | ------------------------- | --- |
| 2016          | Tom y Jerry: Regreso a Oz | Debut como compositor de películas Escribió 5 nuevas canciones, incluyendo: "There's No Place Like Home", "All Hail! (What's Mine is Mine)", "Oh My, Oh My, Oh My!" y "A Mighty Fine Affair".                                                                                         |
| 2016          | Trolls                    | Escritores de "Get Back Up Again" |
| 2016          | La La Land                | Letra de Pasek y Paul, música de Justin Hurwitz Ganó un Premio de la Academia a la Mejor Canción Original por "City of Stars" Ganó un Globo de Oro a la mejor canción original por "City of Stars" Nominada al Oscar a la mejor canción original por "Audition (The Fools Who Dream)" |
| 2017          | El gran showman           | Ganó un Globo de Oro a la Mejor Canción Original por "This Is Me" Nominada al Oscar a la mejor canción original por "This Is Me". |
| 2019          | Aladdín                   | Escribió la letra de dos nuevas canciones en colaboración con Alan Menken, incluida " Sin palabras ". |
| 2021          | Querido Evan Hansen       | Adaptación cinematográfica de su musical de Broadway Escribió dos nuevas canciones, incluyendo: "The Anonymous Ones", en colaboración con Amandla Stenberg y "A Little Closer". También son productores ejecutivos                                                                    |
| 2022          | Lyle, Lyle, Crocodile     | También productores ejecutivos |
| 2025          | 'Blancanieves             | Escritores de "Waiting On A Wish" interpretado por Rachel Zegler. |
| por confirmar | Los planetas              | |

## Premios y nominaciones
| Year | Award                                                                           | Category                                         | Work                                                         | Result   |
| ---- | ------------------------------------------------------------------------------- | ------------------------------------------------ | ------------------------------------------------------------ | -------- |
| 2007 | Dramatist Guild Fellowship (2007–2008)                                          | N/A                                              | N/A                                                          | Ganador  |
| 2007 | Jonathan Larson GrantGanador                                                    | N/A                                              | N/A                                                          | Ganador  |
| 2011 | American Academy of Arts and Letters Richard Rodgers Awards for Musical Theater | N/A                                              | N/A                                                          | Ganador  |
| 2011 | ASCAP Foundation Award                                                          | Richard Rodgers New Horizons Award               | N/A                                                          | Ganador  |
| 2011 | ASCAP Foundation Award                                                          | Premio de la Beca de Compositor                  | N/A                                                          | Ganador  |
| 2011 | Sundance Institute Fellowship                                                   | N/A                                              | N/A                                                          | Ganador  |
| 2013 | Drama Desk Award                                                                | Música destacada                                 | A Christmas Story: The Musical                               | Nominado |
| 2013 | Lucille Lortel Award                                                            | Musical destacado                                | Dogfight                                                     | Ganador  |
| 2013 | Outer Critics Circle Award                                                      | Nueva puntuación destacada                       | Dogfight                                                     | Nominado |
| 2013 | Tony Award                                                                      | Mejor partitura original                         | A Christmas Story: The Musical                               | Nominado |
| 2016 | The Charles MacArthur Award for Outstanding Original New Play or Musical        | N/A                                              | Dear Evan Hansen                                             | Nominado |
| 2016 | Critics' Choice Movie Award                                                     | Mejor Canción                                    | "Audition" (from La La Land)                                 | Nominado |
| 2016 | Critics' Choice Movie Award                                                     | Mejor Canción                                    | "City of Stars" (from La La Land)                            | Ganador  |
| 2016 | Golden Globe Award                                                              | Mejor Canción original                           | "City of Stars" (from La La Land)                            | Ganador  |
| 2016 | Hollywood Music in Media Award                                                  | Mejor canción en un largometraje                 | "City of Stars" (from La La Land)                            | Ganador  |
| 2016 | Houston Film Critics Society Award                                              | Mejor canción original                           | "Audition" (from La La Land)                                 | Nominado |
| 2016 | Houston Film Critics Society Award                                              | Mejor canción original                           | "City of Stars" (from La La Land)                            | Ganador  |
| 2016 | Los Angeles Film Critics Association Award                                      | Mejor Música                                     | La La Land                                                   | Ganador  |
| 2016 | Obie Award                                                                      | Teatro musical, música y letra                   | Dear Evan Hansen                                             | Ganador  |
| 2016 | Outer Critics Circle Award                                                      | Nueva puntuación destacada                       | Dear Evan Hansen                                             | Nominado |
| 2016 | Phoenix Film Critics Society Award                                              | Mejor canción                                    | "Audition" (from La La Land)                                 | Ganador  |
| 2016 | Phoenix Film Critics Society Award                                              | Mejor canción                                    | "City of Stars" (from La La Land)                            | Nominado |
| 2016 | Satellite Award                                                                 | Mejor canción original                           | "Audition" (from La La Land)                                 | Nominado |
| 2016 | Satellite Award                                                                 | Mejor canción original                           | "City of Stars" (from La La Land)                            | Ganador  |
| 2017 | Academy Award                                                                   | Mejor canción original                           | "Audition" (from La La Land)                                 | Nominado |
| 2017 | Academy Award                                                                   | Mejor canción original                           | "City of Stars" (from La La Land)                            | Ganador  |
| 2017 | Tony Award                                                                      | Mejor partitura original                         | Dear Evan Hansen                                             | Ganador  |
| 2018 | Academy Award                                                                   | Mejor partitura original                         | "This Is Me" (from The Greatest Showman)                     | Nominado |
| 2018 | Critics' Choice Movie Award                                                     | Mejor canción                                    | "This Is Me" (from The Greatest Showman)                     | Nominado |
| 2018 | Golden Globe Award                                                              | Mejor partitura original                         | "This Is Me" (from The Greatest Showman)                     | Nominado |
| 2018 | Grammy Award                                                                    | Mejor álbum de teatro musical                    | Dear Evan Hansen                                             | Nominado |
| 2018 | Grammy Award                                                                    | Mejor canción escrita para medios visuales       | "City of Stars" (from La La Land)                            | Nominado |
| 2018 | Hollywood Music in Media Award                                                  | Mejor canción en un largometraje                 | "This Is Me" (from The Greatest Showman)                     | Nominado |
| 2018 | Primetime Emmy Award                                                            | Música y letras originales destacadas            | "In The Market for a Miracle" (from A Christmas Story Live!) | Nominado |
| 2019 | Critics' Choice Movie Award                                                     | Mejor canción                                    | "Speechless" (from Aladdin)                                  | Nominado |
| 2019 | Hollywood Music in Media Award                                                  | Mejor canción en un largometraje                 | "Speechless" (from Aladdin)                                  | Nominado |
| 2020 | Laurence Olivier Award                                                          | Mejor partitura original o nuevas orquestaciones | Dear Evan Hansen                                             | Ganador  |
| 2022 | Tony Award                                                                      | Mejor musical                                    | A Strange Loop                                               | Ganador  |

Pasek and Paul fueron los ganadores más jóvenes de la Beca Jonathan Larson de la historia.

## Vidas personales
Pasek es hijo de la profesora de la Universidad de Temple Kathy Hirsh-Pasek. Su alma mater es la Universidad de Míchigan y la Escuela Central de Amigos. El es homosexual
La alma mater de Paul es la Universidad de Míchigan y la Escuela Secundaria Staples . Pablo está casado. Él y su esposa tienen una hija, nacida en 2016.